# Friedrich Wallner (Philosoph)
Friedrich G. Wallner (* 21. Juli 1945 in Weiten, Niederösterreich) ist ein österreichischer Philosoph und Wissenschaftstheoretiker. Er vertritt einen Konstruktiven Realismus.

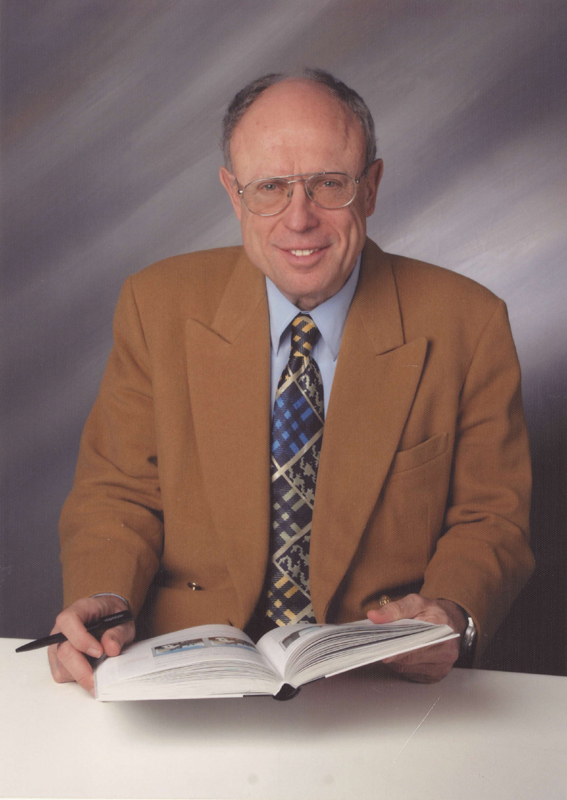
Friedrich G. Wallner, 1997

## Leben
Nach dem Besuch des Bundesrealgymnasiums in Tulln studierte Wallner an der Universität Wien zunächst Philosophie, klassische Philologie, Psychologie und Germanistik. Als Gymnasiast interessierte er sich sehr für Oswald Spengler und dessen Werk „Der Untergang des Abendlandes“, als Student distanzierte sich Wallner aber wieder davon wegen der impliziten biologistischen Struktur dieses Werkes. Seine Studien schloss er 1969 mit dem Lehramt für den philosophischen Einführungsunterricht, Latein und Deutsch als Nebenfach ab. Wallner unterrichtet ab diesem Zeitpunkt am Bundes-Oberstufenrealgymnasium [BORG] in Wiener Neustadt. 1972 folgte ein Doktorat aus Philosophie mit dem Thema „Demokritische und epikureische Ethik“ Aufgrund der Publikation des Buches „Philosophische Probleme der Physik“ bekam Wallner 1978 einen Lehrauftrag mit dem gleichnamigen Titel am Institut für Theoretische Physik an der Universität Wien. In dieser Zeit arbeitete Wallner mit dem Physiker Roman U. Sexl zusammen.
1981 wurde Wallner für das gesamte Gebiet der Philosophie mit der Habilitationsschrift Die Grenzen der Sprache und der Erkenntnis. Analysen an und im Anschluß an Wittgensteins Philosophie habilitiert. Bis 1987 hielt er interdisziplinäre Seminare, zu denen auch gelegentlich Vertreter anderer Disziplinen beitrugen.
Von 1976 bis 1987 arbeitete Wallner an den Wittgenstein-Symposien in Kirchberg am Wechsel mit. Als 1987 Wallner zum Professor für Philosophie mit besonderer Berücksichtigung der Wissenschaftstheorie (Epistemologie) berufen wurde, beendete er seine Tätigkeit als Gymnasiallehrer. In den 1980er Jahren veranstaltete Wallner gemeinsam mit Herbert Pietschmann einwöchige Seminare für Physik- und Philosophielehrer in Mariazell (Steiermark). Zur gleichen Zeit begegnete Wallner Humberto Maturana, mit dem er eine sehr fruchtbare Zusammenarbeit entwickelte. Seit 1980 ist Wallner ständiger Mitarbeiter des „Philosophischen Literaturanzeigers“ und der „Zeitschrift für Didaktik der Philosophie“. 1982 kam es zur ersten persönlichen Begegnung mit Karl Popper. Sehr anregend war für Wallner die Auseinandersetzung mit dem deutschen Philosophen Hans Blumenberg, („Die Legitimität der Neuzeit“).
1990 publizierte Wallner die Acht Vorlesungen über den Konstruktiven Realismus. Dieses Buch war der Ausgangspunkt zahlreicher Vortragsreisen und Gastprofessuren. 1990 wurde Wallner Herausgeber der Reihe „Cognitive Science“ (Wiener Universitätsverlag). 1991 wurde der Verein „Institut für Konstruktiven Realismus“ gegründet und von der Stadt Wien über viele Jahre gefördert. 1994 war Wallner Initiator und Mitorganisator eines internationalen Kongresses in Peking über den Wiener Kreis mit einem Symposium über den Konstruktiven Realismus. Im Anschluss daran erfolgte eine ausgedehnte Vortragsreise zu chinesischen Universitäten. In diese Zeit fällt auch ein einwöchiges Seminar in Bodhgaya, Indien, unter der Leitung des Dalai Lama.
Von 1994 bis 2010 hielt Wallner Seminare über die Theorie, Struktur und Methodologie der Chinesischen Medizin an der Universität Wien. 2010 wurde Wallner emeritiert. Seither folgten weitere Arbeiten auf dem Gebiet der Grundlagenforschung der Medizinsysteme, neben der chinesischen Medizin jetzt auch über die Traditionelle thailändische Medizin.
Ein seit 2008 bestehendes und bis 2015 geplantes Projekt beschäftigt sich mit 'Theory, Structure and Methodology of Chinese Medicine' in Zusammenarbeit mit der Academy for Chinese Medical Sciences in Peking unter Mitwirkung einiger österreichischer Mediziner und Naturwissenschaftler.

## Preise und Ehrungen
- 1984: Kardinal-Innitzer-Förderungspreis für Geisteswissenschaften
- 1985: Theodor-Körner-Preis
- 1986: Verleihung eines Wissenschaftsstipendiums durch das Kulturamt der Stadt Wien
- 2016: Österreichisches Ehrenkreuz für Wissenschaft und Kunst I. Klasse[5]

## Schriften

### Werke
Wallner publizierte von ca. 1972 bis 1983 unter „Friedrich Wallner“. Da „Wallner“ ein häufiger Name ist, publizierte er zur besseren Unterscheidbarkeit danach unter „Fritz G. Wallner“ bis ca. 1999. Danach abwechselnd unter „Fritz G.“, „Fritz“ und „Friedrich“ (anscheinend auch vom jeweiligen Verlag abhängig), seit 2008 vorwiegend unter „Friedrich G. Wallner“. Der mit „G.“ abgekürzte, zweite Vorname, leitet sich von einem chinesischen Ehrennamen her, der Wallner anlässlich eines Chinaaufenthalts verliehen wurde.
- Friedrich Wallner: Demokritische und epikureische Ethik. Unveröffentlichte Dissertation, Universität Wien 1972.
- Herbert Pietschmann, Friedrich Wallner: Philosophische Probleme der modernen Physik: Doppelseminar für Physiker und Philosophen. Skripten zur Lehrerfortbildung Allgemeinbildende Höhere Schulen, Wien 1980.
- Friedrich Wallner: Philosophische Probleme der Physik. Verband der wissenschaftlichen Gesellschaften Österreichs (Klagenfurter Beiträge zur Philosophie: Reihe Lehrmaterialien), 1982, ISBN 3-85369-514-0.
- Friedrich Wallner: Die Grenzen der Sprache und der Erkenntnis. Analysen an und im Anschluß an Wittgensteins Philosophie (= Philosophica 1, zugleich Habilitationsschrift). Braumüller, Wien 1983, ISBN 3-7003-0360-2.
- Friedrich Wallner: Wittgensteins philosophisches Lebenswerk als Einheit. Überlegungen zu und Übungen an einem neuen Konzept von Philosophie (= Philosophica 2). Wilhelm Braumüller, Universitäts-Verlagsbuchhandlung, Wien 1983, ISBN 3-7003-0472-2.
- Fritz G. Wallner: Kritische Methode und Zukunft der Anthropologie. Braumüller Universitäts-Verlagsbuchhandlung, Wien 1985, ISBN 3-7003-0632-6.
- Fritz G. Wallner (Hrsg.): Karl Popper – Philosophie und Wissenschaft: Beiträge zum Popper-Kolloquium (= Philosophica 4). Braumüller, Wien 1985, ISBN 3-7003-0572-9.
- Fritz Wallner, Karl Müller, Friedrich Stadler (Hrsg.): Versuche und Widerlegungen – Offene Probleme im Werk Karl Poppers. Geyer-Edition, Wien/Salzburg 1986, ISBN 3-85090-122-X.
- Reinhard Koland, Fritz G. Wallner: Ethik am Prüfstand. Eine empirische Grundlegung von Recht, Moral und Gerechtigkeit und eine Kritik politischer Ästhetik (= Philosophica 8). Wilhelm Braumüller Universitäts-Verlagsbuchhandlung, Wien 1988, ISBN 3-7003-0770-5.
- Fritz Wallner: Acht Vorlesungen über den Konstruktiven Realismus (= Cognitive Science 1). 1. Auflage. Wiener Universitätsverlag, Wien 1990, ISBN 3-85114-046-X.
- Karl W. Kratky, Fritz Wallner: Grundprinzipien der Selbstorganisation. Wissenschaftliche Buchgesellschaft, Darmstadt 1990, ISBN 3-534-10971-6.
- Fritz Wallner, Arne Haselbach: Wittgensteins Einfluss auf die Kultur der Gegenwart (= Philosophica 9). Braumüller, Wien 1990, ISBN 3-7003-0876-0.
- Fritz Wallner: Acht Vorlesungen über den Konstruktiven Realismus (= Cognitive Science 1). 2. Auflage (übersetzt ins Spanische von Hugo D. Ochoa, ins Portugiesische von Azevedo da Silva, ins Japanische von Tsugio Mimuro, ins Arabische von Azelarabe Lahkim Bennani). Wiener Universitätsverlag, Wien 1991, ISBN 3-85114-046-X.
- Fritz Wallner, Cor Van Dijkum (Hrsg.): Constructive Realism in Discussion. Faculty of Social Science Press, Utrecht 1991, ISBN 90-800773-1-3.
- Fritz Wallner: Acht Vorlesungen über den konstruktiven Realismus (= Cognitive Science 1). 3., überarbeitete Auflage. Wiener Universitäts-Verlag, Wien 1992, ISBN 3-85114-046-X.
- Fritz Wallner: Wissenschaft in Reflexion (= Philosophica 10). Braumüller, Wien 1992, ISBN 3-7003-0973-2.
- Fritz Wallner: Konstruktion der Realität. Von Wittgenstein zum Konstruktiven Realismus (= Cognitive Science 3). Wiener Universitätsverlag, Wien 1992, ISBN 3-85114-062-1.
- Fritz Wallner, J. Schimmer, M. Costazza (Hrsg.): Grenzziehungen zum Konstruktiven Realismus (= Cognitive Science 4). Wiener Universitätsverlag, Wien 1993, ISBN 3-85114-058-3.
- Friedrich Wallner: Constructive realism: aspects of a new epistemological movement (= Philosophica 11). Braumüller, Wien 1994, ISBN 3-7003-1068-4.
- Friedrich Wallner: Ocho lecciones sobre el realismo constructivo (Orig. Acht Vorlesungen über den konstruktiven Realismus. Introduccion y trad. de Hugo D. Ochoa). Ed. Universitarias de Valparaiso de la Univ. Catolica de Valparaiso, Valparaiso 1994, ISBN 956-17-267-8.
- Fritz Wallner, Kurt Durnwalder, Markus F. Peschl: La Interdisciplinariedad y el realismo constructivo (= Biblioteca de textos universitarios., Cuadernos universitarios 3). Universidad Católica de Salta. Biblioteca de textos universitarios, Salta 1994, ISBN 950-851-015-3.
- Herbert Pietschmann, Fritz G. Wallner: Gespräche über den konstruktiven Realismus (= Cognitive Science 6). Wiener Universitätsverlag, Wien 1995, ISBN 3-85114-179-2.
- Fritz G. Wallner, Joseph Schimmer (Hrsg.): Wissenschaft und Alltag: Symposionsbeiträge zum konstruktiven Realismus (= Philosophica 12). Braumüller, Wien 1995, ISBN 3-7003-1114-1.
- Friedrich Wallner, Barbara Agnese: Strategien indirekter Rationalität: Essays zur österreichischen Philosophie und Wissenschaftstheorie. Peter Lang, Frankfurt am Main 1996, ISBN 3-631-49907-8.
- Friedrich Wallner: Constructive realism. Aspects of a new epistemological movement (Orig. Constructive realism. 1994, transl. to Urdu by Muhammad Suheyl Umar, Tarig Mahmud Awan und M. Ikram Chaghatai). Österreichische Botschaft, Islamabad 1996, ISBN 3-631-49907-8.
- Friedrich Wallner: Konstruktiver Realismus. [Out of legitimation]. (Orig. Constructive realism. 1994, übers. ins Chinesische von Wu Xiang Hong). Jiangxi Higher Education Press, Nanchang 1996, ISBN 7-81033-610-X.
- Thomas Slunecko, Fritz G. Wallner: The movement of constructive realism: a Festschrift for Fritz G. Wallner on the occasion of the 10th anniversary of his appointment as professor of theory of science at the University of Vienna (= Philosophica 13). Braumüller, Wien 1997, ISBN 3-7003-1184-2.
- Fritz G. Wallner, Barbara Agnese (Hrsg.): Von der Einheit des Wissens zur Vielfalt der Wissensformen: Erkenntnis in Philosophie, Wissenschaft und Kunst; Symposium am Josef Matthias Hauer-Konservatorium der Stadt Wiener Neustadt (21. – 23. Oktober 1996) (= Philosophica 14). Braumüller, Wien 1997, ISBN 3-7003-1185-0.
- Friedrich Wallner, Diethard Leopold (Hrsg.): How to deal with science if you care for other cultures: constructive realism in the intercultural world (= Philosophica 15). (Übersetzt ins Chinesische von Vincent Shen, ins Persische von Kambiz Badie, in Kisuaheli von Azaveli Feza Lwaitama, in Urdu von M. Ikram Chaghatai). Braumüller, Wien 1997, ISBN 3-7003-1186-9.
- Friedrich Wallner: Introduction into constructive realism (Orig. erschienen Constructive realism. übers. ins Chines. von Vincent Shen). Wu Nan Book, Taipei, 1997, ISBN 957-11-1381-6.
- Friedrich Wallner: A obra filosófica de Wittgenstein como unidade – reflexẽs e exercícios em relação a uma nova concepção de filosofia (übers. von Álvaro Alfredo Bragança Júnior & Idalina Azevedo da Silva). Ed. Tempo Brasileiro, Rio de Janeiro, 1997, ISBN 85-282-0088-4, 85-282-0008-4.
- Fritz G. Wallner, Barbara Agnese (Hrsg.): Konstruktion und Verfremdung: von der Wirklichkeit zur Realität; Symposium am Josef-Matthias-Hauer-Konservatorium der Stadt Wiener Neustadt (15. – 17. Juni 1998) (= Philosophica 16). Braumüller, Wien 1999, ISBN 3-7003-1294-6.
- Kambiz Badie, Fritz G. Wallner, Alfred Berger (Hrsg.): Interpretative Processing and Environmental Fitting (= Philosophica 17). Braumüller, Wien 2000, ISBN 3-7003-1258-X.
- Fritz G. Wallner, Günther Fleck, Karl Edlinger (Hrsg.): Science, Humanities, and Mysticism: Complementary Perspectives (= Philosophica 18). Braumüller, Wien 2000, ISBN 3-7003-1288-1.
- Fritz Wallner, Barbara Agnese (Hrsg.): Konstruktivismen: Eine kulturelle Wende (= Philosophica 19). Braumüller, Wien 2001, ISBN 3-7003-1335-7.
- Fritz Wallner, Martin J. Jandl (Hrsg.): Die Verwandlung der Wissenschaft. Vorlesungen zur Jahrtausendwende. Dr. Kovac, Hamburg 2002, ISBN 3-8300-0584-9.
- Fritz Wallner: Culture and Science: A new constructivistic approach to philosophy of science; lectures on constructive realism (1996–1999). (= Philosophica 20). Braumüller, Wien 2002, ISBN 3-7003-1410-8.
- Kurt Greiner, Fritz Wallner (Hrsg.): Konstruktion und Erziehung. Zum Verhältnis von konstruktivistischem Denken und pädagogischen Intentionen. Dr. Kovac, Hamburg 2003, ISBN 3-8300-0926-7.
- Fritz Wallner, Martin J. Jandl (Hrsg.): “Umwelt” in Reflexion: Beiträge aus Philosophie, Wissenschaft und Politik. Dr. Kovac, Hamburg 2004, ISBN 3-8300-1413-9.
- Fritz G. Wallner, Martin J. Jandl (Hrsg.), Kurt Greiner (Hrsg.): Science, medicine and culture – Festschrift for Fritz G. Wallner. Lang, Frankfurt am Main u. Wien u. a. 2004, ISBN 3-631-53652-6.
- Fritz Wallner: Structure and relativity (= Culture and Knowledge 1). Peter Lang, Frankfurt am Main 2006, ISBN 0-8204-6533-X.
- Fritz G. Wallner: Traditionelle Chinesische Medizin – eine alternative Denkweise. Windpferd, Aitrang 2006, ISBN 3-89385-513-0.
- Fritz G. Wallner: What Practitioners of TCM Should Know. A Philosophical Introduction for Medical Doctors. With a Supplement by Kelvin Chan (= Culture and Knowledge 4). Peter Lang, Frankfurt 2006, ISBN 0-8204-7741-9.
- Fritz G. Wallner, Kurt Greiner, Martin Gostentschnig (Hrsg.): Verfremdung – Strangification. Multidisziplinäre Beispiele der Anwendung und Fruchtbarkeit einer epistemologischen Methode (= Culture and Knowledge 5). Peter Lang, Frankfurt am Main 2006, ISBN 3-631-54426-X.
- Friedrich G. Wallner: Systemanalyse als Wissenschaftstheorie I: Von der Sprachlichkeit zur Kulturalität (= Culture and Knowledge 8). Peter Lang: Frankfurt am Main 2008, ISBN 978-3-631-55263-6.
- Friedrich G. Wallner (Hrsg.): Five Lectures on the Foundations of Chinese Medicine (= Culture and Knowledge 9). Peter Lang, Frankfurt am Main 2009, ISBN 978-3-631-57869-8.
- Friedrich G. Wallner, Gertrude Kubiena, Martin J. Jandl (Hrsg.): Understanding Traditional Chinese Medicine (= Culture and Knowledge 10). Peter Lang, Frankfurt am Main 2009, ISBN 978-3-631-56709-8.
- Friedrich G. Wallner, Florian Schmidsberger, Franz Martin Wimmer (Hrsg.): Intercultural Philosophy. New Aspects and Methods (= Culture and Knowledge 11). Peter Lang, Frankfurt am Main 2010, ISBN 978-3-631-57989-3.
- Friedrich G. Wallner: Systemanalyse als Wissenschaftstheorie II: Kulturalismus als Perspektive der Philosophie im 21. Jahrhundert (= Culture and Knowledge 12). Peter Lang, Frankfurt am Main 2010, ISBN 978-3-631-57047-0.
- Friedrich G. Wallner, Fengli Lan, Martin J. Jandl (Hrsg.): The Way of Thinking in Chinese Medicine. Theory, Methodology and Structure of Chinese Medicine (= Culture and Knowledge 13). Peter Lang, Frankfurt am Main 2010, ISBN 978-3-631-61196-8.
- Kurt Greiner, Martin J. Jandl, Friedrich G. Wallner (Hrsg.): Aus dem Umfeld des Konstruktiven Realismus. Studien zu Psychotherapiewissenschaft, Neurokritik und Philosophie (= Culture and Knowledge 14). Peter Lang, Frankfurt am Main 2010, ISBN 978-3-631-60029-0.
- Friedrich G. Wallner: Systemanalyse als Wissenschaftstheorie III: Das Vorhaben einer kulturorientierten Wissenschaftstheorie in der Gegenwart (= Culture and Knowledge 16). Peter Lang, Frankfurt am Main 2011, ISBN 978-3-631-60542-4.
- Friedrich G. Wallner, Fengli Lan, Martin J. Jandl (Hrsg.): Chinese Medicine and Intercultural Philosophy: Theory, Methodology and Structure of Chinese Medicine (= Culture and Knowledge 17). Peter Lang, Frankfurt am Main 2011, ISBN 978-3-631-60556-1.
- Fengli Lan, Friedrich G. Wallner, Claudia Wobovnik (Hrsg.): Shen, Psychotherapy and Acupuncture: Theory, Methodology and Structure of Chinese Medicine (= Culture and Knowledge 19). Peter Lang, Frankfurt am Main 2011, ISBN 978-3-631-60762-6.
- Friedrich G. Wallner: The Philosophical Foundation of a Comparison between Western Medicine and Chinese Medicine (English-Chinese). Higher Education Press, Beijing 2011, ISBN 978-7-04-033432-6.
- zusammen mit Hisaki Hashi (Hrsg.): Globalisierung des Denkens in Ost und West. Resultate des Österreichisch-Japanischen Dialogs (= Libri Nigri 4). Verlag Traugott Bautz, Nordhausen 2011, ISBN 978-3-88309-555-4.
- Friedrich G. Wallner, Fengli Lan, Andreas Schulz (Hrsg.): Aspekte des Konstruktiven Realismus (= Culture and Knowledge 21). Peter Lang, Frankfurt am Main 2012, ISBN 978-3-631-63590-2.
- Fengli Lan, Friedrich G. Wallner, Andreas Schulz (Hrsg.): Concepts of a Culturally Guided Philosophy of Science. Contributions from Philosophy, Medicine and Science of Psychotherapy (= Culture and Knowledge 23). Peter Lang, Frankfurt am Main 2013, ISBN 978-3-631-58581-8.
- Friedrich Wallner: Acerca del realismo constructivo – Lecciones de Oviedo. Ediciones de la Universidad de Oviedo, Oviedo 2013, ISBN 978-84-8317-999-4.
- zusammen mit Fengli Lan (Hrsg.): The Concepts of Health and Disease. From the Viewpoint of four Cultures (= Libri Nigri 46). Verlag Traugott Bautz, Nordhausen 2015, ISBN 978-3-88309-948-4.
- With an Introduction by Friedrich Wallner - Fengli Lan: Metaphor - The Weavers of Chinese Medizin (= Libri Nigri 47). Verlag Traugott Bautz, Nordhausen 2015, ISBN 978-3-95948-020-8.
- zusammen mit Gerhard Klünger (Hrsg.): Buddhism – Science and Medicine (= Libri Nigri 50). Verlag Traugott Bautz, Nordhausen 2015, ISBN 978-3-95948-052-9.
- zusammen mit Gerhard Klünger (Hrsg.): Constructive Realism - Philosophy, Science, and Medicine (= Libri Nigri 53). Verlag Traugott Bautz, Nordhausen 2016, ISBN 978-3-88309-829-6.
- zusammen mit Fengli Lan und Gerhard Klünger (Hrsg.): Lifestyle and Health (= Libri Nigri 58). Verlag Traugott Bautz, Nordhausen 2017, ISBN 978-3-95948-235-6.
- zusammen mit Fengli Lan und Jan Brousek (Hrsg.): Constructive Realism in Chinese Medicine (= Libri Nigri 81). Verlag Traugott Bautz, Nordhausen 2020, ISBN 978-3-95948-484-8.
- zusammen mit Andrea-Mercedes Riegel: Logik und Ontologie der Chinesischen Medizin. Eine Verfremdung (= Libri Nigri 87). Verlag Traugott Bautz 2021, ISBN 978-3-95948-527-2.
- zusammen mit Andrea-Mercedes Riegel: Heilen in interkultureller Perspektive (= Libri Nigri 94). Verlag Traugott Bautz, Nordhausen 2022, ISBN 978-3-95948-566-1.